# Radio Perfil
Radio Perfil es una estación de radio argentina que transmite desde la Ciudad Autónoma de Buenos Aires en la frecuencia de AM 1190.

## Historia
Fue fundada en 1927 bajo el nombre LOH Radio Fénix. En 1929 tomaría su actual sigla de identificación, convirtiéndose en LR9 Radio Fénix y más tarde el mismo año cambia también su nombre de fantasía, pasando a ser LR9 Radio Antártida. Esta fue claramente la denominación más recordada de la radio, y gracias a su política de vender tiempo en antena a cualquiera que pudiera pagarlo, muchos locutores tuvieron su primera oportunidad en tal emisora. Entre ellos estaban Héctor Larrea y Nilda Montanaro.
En 1958, por Decreto/Ley N.º 5753/58 del 23 de abril de 1958, firmado por el dictador (en ejercicio de los poderes ejecutivo y legislativo) Pedro Eugenio Aramburu, LR9 Radio Antártida fue transferida a la órbita de la Universidad Nacional de La Plata. Junto con esta emisora fueron también transferidas por el mismo decreto:
- A la Universidad Nacional de Buenos Aires: LR5 Radio Excelsior
- A la Universidad de Tucumán: LW3 Radio Splendid de Tucumán.
- A la Universidad Nacional de Cuyo: LV8 Radio Libertador de la ciudad de Mendoza.
- A la Universidad del Noreste Argentino: LT5 Radio Chaco de la ciudad de Resistencia.
- A la Universidad del Litoral: LT8 Radio Rosario de la ciudad de Rosario (Santa Fe).
- A la Universidad del Sur: LU7 Radio General San Martín de la ciudad de Bahía Blanca (Buenos Aires).
- A la Universidad Nacional de Córdoba: LW1 Radio Splendid de Córdoba de la ciudad de Córdoba.[2]

Durante los años 1960 y hasta los 1980, Radio Antártida podía ser escuchada también en el resto del país y parte del resto de Suramérica a través de las frecuencias de onda corta de LR1 Radio El Mundo, quien cedía parte de sus horarios para eventos deportivos transmitidos por LR9. Tales frecuencias ya no están operativas.
En 1973, Radio Antártida cambió brevemente su nombre a LR9 Radio Malvinas Argentinas. En el año 1983, cambió de nombre a Radio América.
En 1988, el empresario Eduardo Eurnekián compró la radio, posicionándola como una emisora de noticias las 24 horas, algo inédito en Argentina hasta ese momento. A su vez, LR9 también operó dos emisoras de frecuencia modulada en la Ciudad de Buenos Aires: Aspen 102.3 (música adulto contemporánea, actualmente operada por Grupo Octubre) y Radio Cultura (música clásica, ahora explotada por Editorial Perfil).
En 2009 la radio fue adquirida por el grupo empresario conformado por Sergio Szpolski y Matías Garfunkel. La emisora quedó fuera del aire el 26 de enero de 2017 ya que la planta transmisora sufrió un corte de energía eléctrica por falta de pago, hasta ese entonces la emisora permanecía al aire por el esfuerzo de sus trabajadores.
En reunión de directorio del 30 de marzo de 2017, luego de analizar la propuesta de dos oferentes (por un lado la propuesta de Perfil y por otro la de Radio Cooperativa), finalmente, el ENACOM resuelve dar curso a la propuesta de titularidad del Grupo Perfil de Jorge Alberto Fontevecchia.
Mediante el decreto presidencial N.º 1069/2017 publicado en el Boletín Oficial de la República Argentina del 21 de diciembre de 2017, queda oficialmente adjudicada la licencia de LR9 AM 1190 kHz a favor de la firma Fontevecchia. Perfil Radiodifusiones S.A. anuncian su vuelta al aire en el segundo trimestre del año 2018 con la reincorporación de parte del personal de la antigua Radio América que operó hasta su cese de transmisiones a fines de enero del 2017. Desde el lunes 4 de septiembre de 2023, Radio Perfil pasará a emitirse en la frecuencia AM 1190, espacio que dejó vacante la extinta "Radio América". Mientras tanto, en FM 101.9, regresará, a 22 años de su desaparición del dial, (Hasta entonces, se encontraba transmitiendo a través de su propia aplicación, a través de internet) "Radio Horizonte", la icónica emisora de la década de los 80's y 90's.

## Intervención
El 11 de junio de 2016, Mariano Martínez Rojas con una denuncia y sin orden judicial, toma por la fuerza la Planta Transmisora de la radio ubicada en el barrio de Soldati y saca del aire la palabra de los periodistas que estaban saliendo en ese momento-
Trabajadores del diario Tiempo Argentino y de Radio América denunciaron que  “una patota de 20 personas se metió en el edificio de Amenábar 23 y sacó a patadas a los trabajadores”, además de destrozar las instalaciones de ambos medios. Los “matones armados con navajas y encapuchados” responderían a Mariano Martínez Rojas, el empresario correntino que dijo haber comprado el diario el presidente Mauricio Macri calificó de usurpadores a los trabajadores de la cooperativa que edita el matutino, el Ministerio de Seguridad y Justicia de la Ciudad de Buenos Aires respaldó el accionar de la patota de Juan Carlos Blander –escudo del empresario Mariano Martínez Rojas, supuesto comprador del diario– y le renovó la habilitación a una de sus empresas para que siga operando en el área metropolitana según diferentes medios el macrismo, coalición gobernante de la Argentina habilitó a la patota que atacó a Tiempo
El diario cooperativo Tiempo publicó una nota donde revalan los antecedentes de los atacantes que ingresaron y destrozaron la redacción y los nexos entre los atacantes y Martín Ocampo, Daniel Angelici, Enrique Nosiglia y el jefe de la Policía porteña. los atacantes se retiraron escoltados por la policía metropolitana que no intervino.
Martínez Rojas tras ocupar la Planta transmisora, y de haber logrado instalarse cortando la programación de la Radio y la voz de los periodistas, El Enacom le permitió más tiempo para presentar los papeles que avalen la titularidad de la frecuencia, Las denuncias de los empleados de la radio llegan al juez Ercolini que se declara incompetente y la causa pasa al juzgado del juez Rafecas.

## Reacciones
Con el respaldo a los Trabajadores de Radio América de todo el Arco Político Diputados Nacionales y Provinciales, Legisladores de la ciudad de Buenos Aires, Todas las Centrales Sindicales y Organismos Sociales y Partidos políticos y todas las asociaciones de prensa, la radio siguió saliendo hasta su levantamiento por Internet por www.1190america.com como muestra de que sus empleados siguieron en sus lugares de trabajo desde donde realizaron denuncias políticas.